# Cenizas del tiempo
Cenizas del tiempo es el tercer trabajo discográfico, perteneciente al grupo musical argentino La Sobrecarga. Es el primer trabajo de la banda, desde el último material de estudio registrado en 1987, Mentirse y creerse. En este disco, participaron los tres integrantes originales de la primera formación de 1986: César Dominici, Gustavo Collado y Horacio Villafañe. Este último murió antes de la salida del disco, no antes de grabar todas la pistas con su guitarra.

## Canciones
Todas las canciones escritas y compuestas por La Sobrecarga. 
| N.º | Título                  | Duración |  |
| 1.  | «Existe un mundo»       | 03:29    |  |
| 2.  | «Gritos»                | 04:07    |  |
| 3.  | «Haciendo el día»       | 03:20    |  |
| 4.  | «Aeropuerto»            | 03:44    |  |
| 5.  | «Tira del carro»        | 04:01    |  |
| 6.  | «Cenizas del tiempo»    | 03:55    |  |
| 7.  | «Ojos del desierto»     | 02:53    |  |
| 8.  | «Los huesos de Laura»   | 02:06    |  |
| 9.  | «Sentimiento en acción» | 03:09    |  |
| 10. | «Cielo de agosto»       | 05:26    |  |

## Personal
- César Dominici: voz y guitarra
- Emanuel Ugarte: percusión
- Gustavo Collado: batería
- Hernán Firpo: bajo
- Horacio Villafañe: guitarra
- Leonardo Martínez: guitarra (reemplazo de Villafañe)